# Alvin Drew
Benjamin Alvin Drew (Washington D.C, 5 de novembro de 1962) é um astronauta norte-americano veterano de duas missões ao espaço a bordo do ônibus espacial. 
Drew formou-se em física e engenharia espacial pela Academia da Força Aérea dos Estados Unidos e foi graduado como segundo-tenente em 1984. Na Força Aérea, atuou como piloto de helicóptero em missões de resgate e de combate no Panamá e na Operação Tempestade no Deserto. Em 1994 formou-se como piloto de teste naval e comandou duas unidades de testes de aeronaves, acumulando 3000 horas de vôo em trinta tipos de aviões diferentes na carreira militar, onde alcançou a patente de coronel-aviador .

## NASA
Em julho de 2000 foi selecionado pela NASA para treinamento como especialista de missão, cumprindo os dois anos de treinamento exigidos no Centro Espacial Lyndon B. Johnson, em Houston, Texas. Em 8 de agosto de 2007 foi ao espaço como parte da tripulação da missão STS-118 do ônibus espacial Endeavour à Estação Espacial Internacional (ISS), permanecendo treze dias em órbita e completando 201 voltas em torno da Terra .
Em 24 de fevereiro de 2011, Drew decolou como um dos tripulantes da missão STS-133, o primeiro voo espacial neste ano e a última missão a ser realizada pelo ônibus espacial Discovery. Por ocasião desta missão Drew também tornou-se o último afro-americano a ser escalado para realizar uma missão a bordo de um ônibus espacial . Durante este voo, ele foi um dos astronautas responsáveis por manusear o braço robótico do ônibus espacial e, juntamente com seu colega Stephen Bowen, realizou a primeira caminhada espacial da missão, permanecendo no espaço exterior por 6h34min, em 28 de fevereiro. Em 2 de março, Drew e Bowen voltaram a realizar uma caminhada espacial, desta vez durante 6h14min, para instalação e reparos de equipamentos diversos .Retornou à Terra em 9 de março a bordo da Discovery, com o restante da tripulação.